# Мирзонабот, Алишер
Алишер Худоберди Мирзонабот (Мирзонаботов) (тадж. Алишер Худобердӣ Мирзонабот; род. 27 августа 1980 года, Рушанский район Горно-Бадахшанская автономная область Таджикской ССР) — таджикский военный и государственный деятель, председатель Горно-Бадахшанской автономной области с 5 ноября 2021 года, генерал-майор.

## Биография
Алишер Мирзонабот родился 27 августа 1980 года в Рушанском районе Горно-Бадахшанской области Таджикской ССР.

### Образование
Окончил школу № 4 Рушанского района ГБАО в 1997 году.
В 2003 году окончил Военный институт КНБ Республики Казахстан.

### Военная карьера
После окончания школы проходил службу в пограничных войсках, с 1998 по 2000 год служил в в/ч 2730 (г. Душанбе).
В марте 2003 года стал заместителем начальника штаба части 2107 погранвойск в Мургабском районе Таджикистана, с января 2004 года по август 2005 года был начальником штаба воинской части, впоследствии служил на различных должностях в пограничных войсках до 2017 года.
В сентябре 2017 года занял должность заместителя председателя Государственного комитета национальной безопасности Таджикистана, занимал данную должность до сентября 2018 года.

### Гражданская служба
В сентябре 2018 года был назначен первым заместителем главы Горно-Бадахшанской автономной области.
24 ноября 2020 года указом Президента Таджикистана Эмомали Рахмона назначен главой города Хорог.
5 ноября 2021 года указом Президента Таджикистана назначен председателем Горно-Бадахшанской автономной области, сменив в этом качестве Ёдгора Файзова.

## Семья
Женат, четверо детей.